# Michel le Brave (film)
Pour plus de détails, voir Fiche technique et Distribution.
Michel le Brave ou La Dernière Croisade (Mihai Viteazul ou Mihai Viteazul, Cälugäreni ou  Mihai Viteazul, Unirea) est un film historique roumain réalisé par Sergiu Nicolaescu, sorti en 1970.

## Fiche technique
- Titre original : Mihai Viteazul
- Autres titres :
  - La última cruzada (Espagne)
  - L’ultima crociata (it) (Italie)
  - Michał Waleczny (Pologne)
  - Michael the Brave (en) (Royaume-Uni)
  - The Last Crusade (USA et reste du monde)
- Réalisation : Sergiu Nicolaescu
- Scénario : Titus Popovici
- Photographie :
- Montage :
- Musique : Tiberiu Olah
- Décors :
- Costumes :
- Production :
- Pays de production :  Roumanie
- Langue : roumain
- Format :
- Genre : Film dramatique, film historique
- Durée : 203 minutes
- Dates de sortie : 1970 en Roumanie
1971 et 1972 autres pays

## Distribution
- Amza Pellea : Michel Ier le Brave
- Ion Besoiu : Sigismond Báthory
- Olga Tudorache : la mère de Michel
- Irina Gardescu : comtesse Rossana Viventini
- György Kovács : André Báthory
- Sergiu Nicolaescu : Selim Pacha
- Nicolae Secăreanu	: Sinan Pacha
- Ilarion Ciobanu : Stroe Buzescu
- Aurel Rogalschi : Rodolphe II
- Ioana Bulcă : Dame Stanca
- Septimiu Sever : Radu Buzescu
- Florin Piersic : Preda Buzescu
- Klára Sebök : Marie-Christine de Graz
- Mircea Albulescu : pope Stoica
- Emmerich Schäffer : Giorgio Basta
- Colea Răutu : sultan Mourad III
- Constantin Codrescu : Alexandre le Mauvais
- Alexandru Herescu : Ionică
- Corneliu Gârbea : général Baba Novac
- Alexandru Repas (en) : comte Viventini
- Jean Lorin Florescu : archiduc Maximilien-Ernest d'Autriche.

## Autour du film
Le film présente une version très romancée de la vie du prince valaque Michel Ier le Brave né en 1558 et mort le 8 août 1601. Au pouvoir entre 1593 et 1601, son règne est resté étroitement associé à la coalition militaire contre l'Empire ottoman dont il a fait partie à la fin du XVIe siècle. Pendant quelques mois, Michel Ier le Brave a réuni sous son sceptre les principautés médiévales de Valachie, Transylvanie, et Moldavie, que le film présente comme une « préfiguration de la future Roumanie » imaginée par un souverain visionnaire, en avance sur son temps et animé d'un amour profond pour le peuple dont il est issu. C'est ce que l'on l'enseigne dans les écoles roumaines actuelles, mais les historiens rappellent que Michel n'a pas tenté d'unifier les institutions des trois principautés et n'a jamais fait référence à un tel projet, encore moins à la nation roumaine (pourtant déjà identifiée par la langue à son époque) : il a agi uniquement en condottiere poursuivant ses buts politiques personnels, n'hésitant pas à durcir le servage des paysans roumains en les liant à la terre, et offrant des privilèges aux aristocrates magyars transylvains.